# HD 10800
HD 10800，又名CP-83 27，SAO 258271、HR 512，是一颗恒星，视星等为5.87，位于銀經301.23，銀緯-34，其B1900.0坐标为赤經1h 40m 33.8s，赤緯-83° -34′ 2″。